# Kristin Hersh

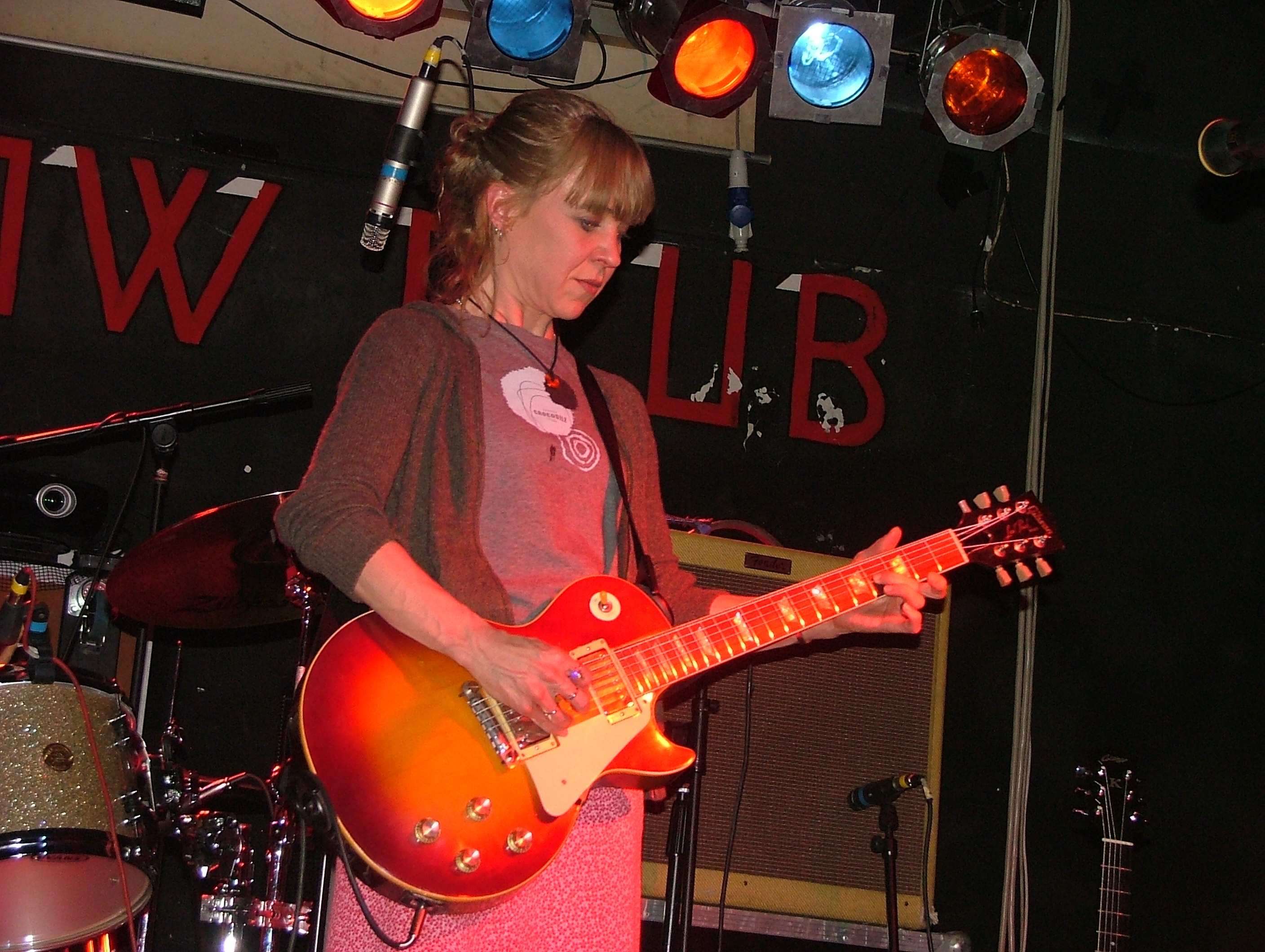
Kristin Hersh in Milaan

Kristin Hersh (Atlanta (Georgia), 7 augustus 1966) is een Amerikaanse singer-songwriter die ingetogen werk maakt dat vaak autobiografisch is. De thema's zijn onder andere de dood, bevalling, miskraam en liefde. Haar solowerk verschilt sterk van de muziek van de Throwing Muses en 50 Foot Wave, groepen waarvan zij de zangeres is.
Haar cd-single "Your ghost" (een duet uit 1994 met Michael Stipe van R.E.M.) is de enige single van haar hand die ooit de Top 40 haalde.
In 2007 heeft ze een album gemaakt met de McCarricks waarmee ze ook op tournee gaat.

## Discografie
- Hips and Makers (1994)
- Strange Angels (1998)
- Murder, Misery and Then Goodnight (1998)
- Sky Motel (1999)
- Sunny Border Blue (2001)
- The Grotto (2003)
- Live at Noe Valley Ministry (live) (2003)
- Instant Live: The Paradise, Boston (live) (2005)
- Learn to Sing Like a Star (2007)
- Crooked (2010) (boek met download van de cd)
- Wyatt at the Coyote Palace (2016)
- Possible Dust Clouds (2018)
- Clear Pond Road (2023)